# Großbuchfeld
Großbuchfeld ist ein Gemeindeteil des Marktes Hirschaid im oberfränkischen Landkreis Bamberg in Bayern.

## Geografie
Das Dorf liegt etwa drei Kilometer westlich des linken Ufers der Regnitz und etwa zwei Kilometer südwestlich des Ortszentrums von Hirschaid auf einer Höhe von 318 m ü. NHN.

## Geschichte
Die erste urkundliche Erwähnung des Ortes war (ebenso wie bei Kleinbuchfeld) 1109 unter dem Namen „Buohfelt“, die früheste Nennung des heutigen Ortsnamens erfolgte allerdings erst im Jahr 1347. Der Ort wurde dabei als „Grozzen Puchvelt“ bezeichnet, was als „zum Feld, das am Buchwald liegt“ erklärt wird (gemeint ist hier der Schlüsselauer Forst). Bis zum Beginn des 19. Jahrhunderts unterstand Großbuchfeld der Landeshoheit des Hochstiftes Bamberg. Die im fränkischen Raum für die erfolgreiche Beanspruchung der Landeshoheit maßgebliche Dorf- und Gemeindeherrschaft wurde dabei von dessen Amt Schlüsselau in seiner Funktion als Vogteiamt wahrgenommen. Die Hochgerichtsbarkeit übte das ebenfalls bambergische Centamt Bechhofen aus. Als das Hochstift Bamberg infolge des Reichsdeputationshauptschlusses 1802/03 säkularisiert und unter Bruch der Reichsverfassung vom Kurfürstentum Pfalz-Baiern annektiert wurde, wurde Großbuchfeld zum Bestandteil der bei der „napoleonischen Flurbereinigung“ in Besitz genommenen neubayerischen Gebiete.
Durch die Verwaltungsreformen zu Beginn des 19. Jahrhunderts im Königreich Bayern wurde Großbuchfeld mit dem Zweiten Gemeindeedikt im Jahr 1818 zum Bestandteil der eigenständigen Ruralgemeinde Rothensand, zu der noch das Dorf Kleinbuchfeld gehörte. Im Zuge der Gebietsreform in Bayern wurde Großbuchfeld zusammen mit der Gemeinde Rothensand am 1. Mai 1978 nach Hirschaid eingemeindet. Im Jahr 2019 zählte Großbuchfeld 126 Einwohner.

## Verkehr
Eine aus dem Westen von Rothensand her kommende Gemeindeverbindungsstraße durchquert den Ort in nordsüdlicher Richtung und biegt am südlichen Ortsende wieder nach Westen in Richtung Kleinbuchfeld ab, wo sie nach etwa einem halben Kilometer in die Kreisstraße BA 25 einmündet. Der ÖPNV bedient das Dorf an einer Bushaltestelle der Buslinie 979 des VGN. Der nächstgelegene Bahnhof befindet sich in Hirschaid an der Bahnstrecke Nürnberg–Bamberg.

## Baudenkmäler

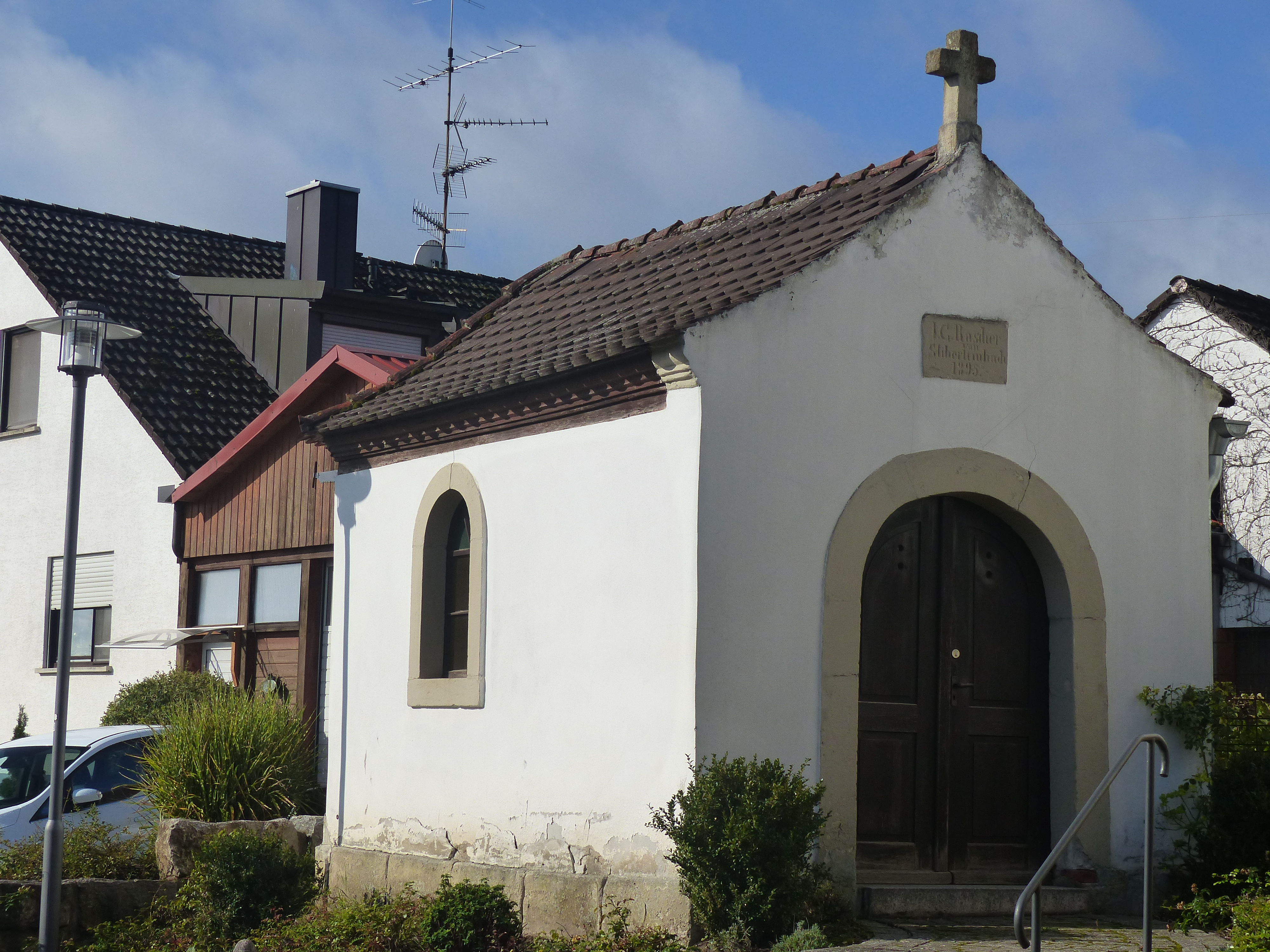
Die Kapelle von Großbuchfeld

In Großbuchfeld gibt es zwei denkmalgeschützte Objekte, nämlich eine aus dem Ende des 19. Jahrhunderts stammende Kapelle und ein sandsteinerner Brunnen.